# Ампаро, Эли до
Эли до Ампаро (порт.-браз. Ely do Amparo; 14 мая 1921, Паракамби — 9 марта 1991, Паракамби) — бразильский футболист, полузащитник. Один из лучших игроков в истории клуба «Васко да Гама».

## Карьера

### Клубная
Эли начал карьеру в клубе «Америка» в 1939 году, а через год перешёл в клуб «Канто до Рио» из города Нитерой, за который выступал 5 лет.
В 1945 году Эли перешёл в клуб «Васко да Гама», где стал одним из лидеров команды, которую прозвали «Экспресс Виктория», которая выиграла 5 чемпионатов штата и Кубок Либертадорес в 1948 году, Эли составлял в этой команде центральную ось полузащиты, вместе с Данило и Жорже, считавшуюся одной из сильнейших в те годы в бразильском футболе.
В 1955 году Эли купил президент клуба «Спорт Ресифи» Аделмар да Коста Карвалью, клуб отмечал в том году своё 50-летие и звезда бразильского футбола должна была помочь клубу в победе в первенстве штата. «Спорт», вместе с «Наутико» закончили чемпионат с одинаковым количество очков, было решено, по обоюдному согласию, провести три решающих матча, в первом «Спорт» победил 2:0, а во втором при счёте 0:0, Эли получил серьёзную травму — Иванилдо пробил ему голову над глазом, в результате чего его лицо заливала кровь, врач «Спорта» предложил игроку уйти в раздевалку, но игрок отказался и мужественно доиграл матч до конца. В третьей игре Иванилду, при счёте 1:1, опять нанёс травму лучшему игроку «Спорта» Эли, пробив ему голову локтем, он даже не смог некоторое время играть, но вскоре вернулся на поле с повязкой на голове и доиграл матч, в конце, при счёте 2:2, забив победный гол. После игры болельщики «Спорта» носили Эли на руках.

### Международная
В сборной Бразилии Эли провёл 19 матчей, он участвовал в двух чемпионатах Южной Америки и двух чемпионатах мира, правда в обоих чемпионатах мира он был лишь дублёром Жозе Бауэра.

## Достижения

### Как игрок
- Чемпион штата Рио-де-Жанейро: 1945, 1947, 1949, 1950, 1952
- Обладатель кубка Либертадорес: 1948
- Чемпион Южной Америки: 1949
- Чемпион Панамериканских игр: 1952
- Чемпион штата Пернамбуку: 1955, 1956